# Тит Клодий Сатурнин Фид
Тит Клодий Сатурнин Фид (на латински: Titus Clodius Saturninus Fidus, на гръцки: Τίτου Κλωδίου Σατορνείνου) e римски управител (legatus Augusti pro praetore Thraciae) на провинция Тракия по времето на август Максимин Тракиец и цезар Максим, вероятно между 237 и 238 г.
Произлиза от плебейския римски род Клодий. Името му е известно от пет надписа – две статуи, които издигнал в чест на Максим във Филипопол и пътна станция Циле (дн. с. Черна гора), една статуя на Максимин в Емпориум Дискодуратера (дн. с. Гостилица) и две пътни колони от управата на Филипопол – една в града и една в пътна станция Тугугерум (дн. с. Йоаким Груево). След този пост е назначен от Гордиан III за управител на Кападокия.